# دوار الشمس الشاذ
دوار الشمس الشاذ نوع نباتي يتبع جنس دوار الشمس من الفصيلة النجمية.

## البيئة والانتشار
ينتشر في ولاية نيفادا غرب الولايات المتحدة.